# Jules Renkin

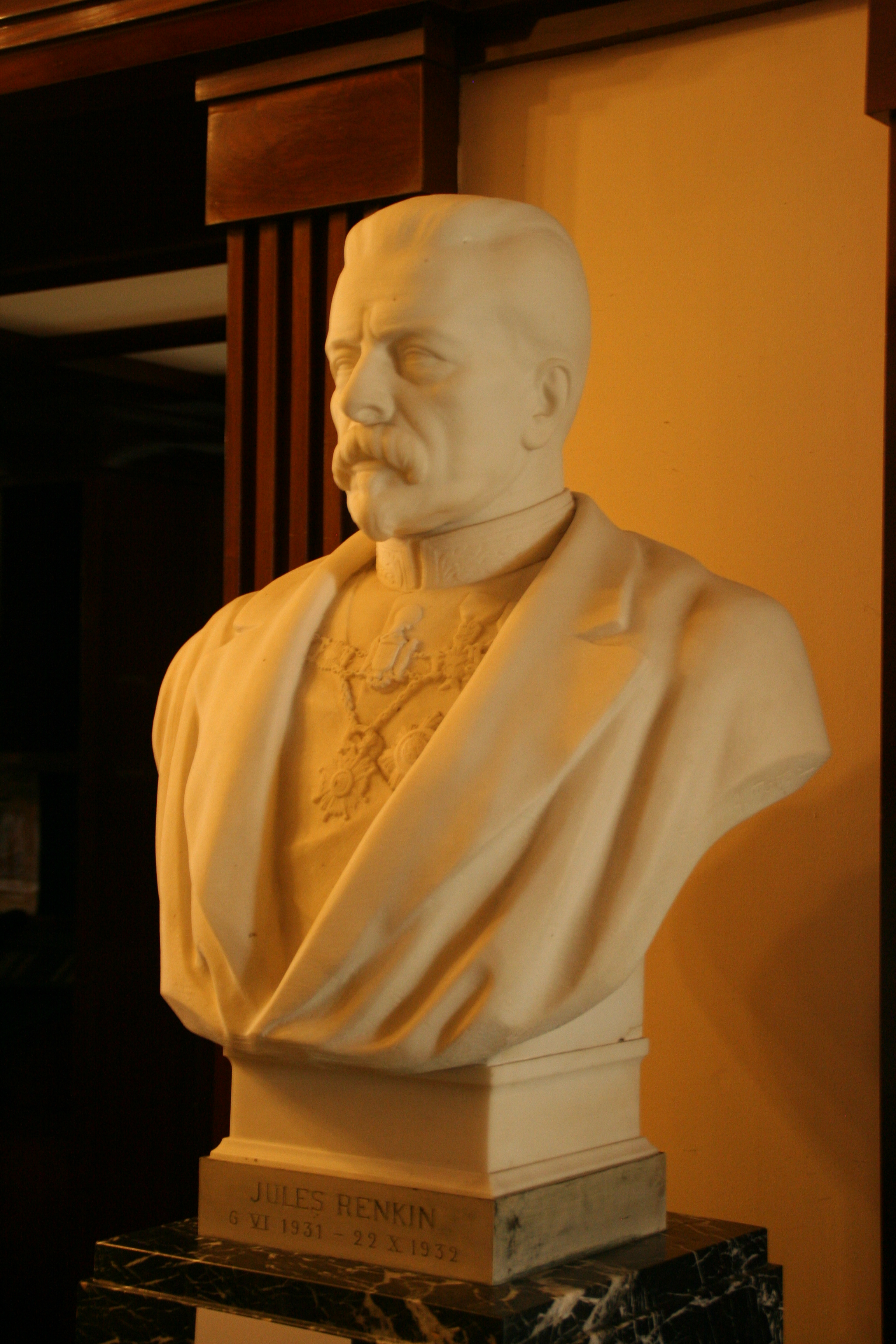
popiersie Julesa Renkina

Jules Laurent Jean Renkin (ur. 3 grudnia 1862 w Ixelles, zm. 15 lipca 1934 w Brukseli) – belgijski polityk, działacz Partii Katolickiej, prawnik.
W 1896 został deputowanym do Izby Reprezentantów. Zasiadał w niej do śmierci. Był ministrem: sprawiedliwości (1907–1908), kolonii (1908–1918), kolei, poczty i telegrafu (1918–1919), spraw wewnętrznych (1919–1920, 1931–1932), finansów (1932) i stanu (od 1920). W latach 1931–1932 pełnił funkcję premiera Belgii.
W latach 1914–1918 był członkiem emigracyjnego rządu Belgii.